# 激闘の地平線
『激闘の地平線』（げきとうのちへいせん）は、1960年10月15日に公開された日本映画。配給は新東宝
それまでの生き方に決別すべく自衛隊に入隊した不良少年が、過酷なレンジャー課程を通してあらゆる困難と危険に耐え、生きる目的を掴んで、人間形成に邁進する姿を描く。

## スタッフ
- 監督：小森白
- 製作：山梨稔
- 音楽：松村禎三
- 脚本：七条門
- 企画：岡本良介

## キャスト
- 松原緑郎：土岐徹男
- 三ツ矢歌子：桂木悠子
- 沼田曜一：清原三等陸尉
- 高松政雄：笠松三等陸佐
- 千葉哲也：本多三等陸尉

| スタブアイコン | サブスタブ | この項目は、まだ閲覧者の調べものの参照としては役立たない、映画に関連した書きかけの項目です。この項目を加筆・訂正などしてくださる協力者を求めています（P:映画/PJ:映画）。 |